# 清流黨
清流黨，亦稱“清流派”，一般是指1880年代－1910年代，於中國清朝朝廷不畏當權者，敢直言上諫之朝官之統稱。其領導者以張之洞、陳寶琛及張佩綸三人為首。學士張佩綸、通政使黃體芳、侍郎寶廷等好論時政，與張之洞合稱“清流四諫”、“四青牛”。

## 特徵
清流黨與頑固派一方面是接近的，但這些人雖然崇尚君主制度，卻敢於對朝政弊端提出建議，他們則不屈服帝制的專制，以敢當不奉承著稱。對於改善清朝末年之中國狀況，頗有助益，但思惟仍舊較為保守，作为曾国藩府员的吴汝纶就曾说过，“近来世议，以骂洋务为清流，以办洋务为浊流”。在争夺安南的中法战争（1884-1885年）中，他们哗众取宠，雖有清流黨人訪視砲台，痛陳官兵竟連裝填砲術、勾股計算都不懂之事，但沒改掉軍部輕視文人狀態，而其亦把西洋為敵，正如在伊犁危机中那样主张好战方针，內部拉扯下難以挽回大局。李鸿章对一位朋友抱怨说：‌“不当事之徒草率妄言，僕不胜其忧……彼等轻议政事，继之臧否人物，大多言语欺凌不堪。”，縱然大多理性地認識到了時政積弊，對洋務運動不會像洋務派崇尚西方，也不至於頑固派完全反對，然而他們在外交和军事上既无实际经验，也无真知灼见，罔顧中國自身情況與得失後果，認為中國需要強硬，往往一味主戰，人多必勝，戰爭的勝負在於人心、精神而不在於創新、武器。
另外，清流黨雖說有「黨」之名，其實私底下並不像東林黨那時結黨營私，站在道德的制高點，對內政、外交、人事提出激烈批評與建議，還會去上書“弹劾权贵”，也在一定程度上震懾了官場上的腐敗、墮落、平庸之風。雖做為一股可利用的制衡力量，在清末時期的官場平衡崛起，而後自由發言針貶的言論，要求有權者遵守紀律，延緩了政府的惡化，甚至也頗得皇帝器重參考，但本身局限在儒學教條，只有少數如張之洞等人因為認識西洋加深，而轉變為洋務派。清流黨受“实学”影响，主张经世致用，不排斥学习先进的科学，卻又认为洋务派糜爛，對外招人蓋廠交易是百弊丛生，而且十分排斥洋教士來華，對外以鷹派姿態，不願意同列強合作。受限於這樣的封閉，其批評方向多半是不夠務實的，往往視情況而定，伊藤博文曾表示，這些人的行動力，還導致中國的改革拖延，一下有所作為、一兩年後又同法國外交同事所說，中國開始「睡覺」了，伊藤稱，兩派相爭總是反反覆覆，反將會一事無成甚至退步。總的來說，雖然他們為官正直，但由於他們本身思維受到禁錮，眼界、知識以及經驗的缺乏突破性，不是對洋務運動流於表面利用、就是堅守部分傳統等，更有甚者，還以審辦預算為由極力破壞洋務政策，這往往在清朝遇到重大事件時擾亂了中樞大政方針，例如当时的“帝师”翁同龢等人，對李鸿章的近现代化政策屡屡以查緝腐敗阻礙，反致使國家利益和實力受損，實無益于中國現代化進程。